# 逆賊の幕臣
『逆賊の幕臣』（ぎゃくぞくのばくしん）は、2027年（令和9年）に放送予定のNHK大河ドラマ第66作。主演は松坂桃李。

## 制作
2025年3月3日、本作の制作が発表され、主演に松坂桃李を起用し、脚本を安達奈緒子が担当することが発表された。

## 登場人物

### 主人公
小栗忠順（おぐり ただまさ）
演：松坂桃李